# Sarcasmes (Prokofiev)
Pour le terme général, voir Sarcasme.
Sarcasmes, op. 17 est un recueil de cinq pièces pour piano de Serge Prokofiev, composé entre 1912 et 1914, et publié en 1916 par l'éditeur moscovite P. Jurgenson.
Prokofiev place en exergue, dès la première édition, un programme pour la cinquième pièce : « Nous rions souvent à gorge déployée d'une personne ou de quelque chose, mais si nous faisons une pause de méditation, nous constatons à quel point est pitoyable et triste le but de notre réjouissance et alors nous avons honte d'entendre ces rires résonner dans nos oreilles, pourtant ce sont nous qu'ils veulent atteindre. »

## Mouvements
1. Tempestoso
2. Allegro rubato / Più mosso
3. Allegro precipitato / singhiozzando / Un poco largamente / Tempo primo
4. Smanioso / Più mosso / Poco piu sostenuto
5. Precipitosissimo / Meno mosso subito / Andantino / L'istesso tempo